# لوكاس بيمنتا
لوكاس بيمنتا (بالإنجليزية: َ Lucas Pimenta)‏ (من مواليد 17 يوليو 2000 في البرازيل) هو لاعب كرة قدم إماراتي من أصل برازيلي يلعب حالياً في نادي الوحدة الإماراتي في خط الدفاع.

## مسيرة اللاعب
لعب في الفئات السنية في نادي بوتافوغو ووقع مع نادي الوحدة الإماراتي في عام 2020 وحصل على الجنسية الإماراتية في عام 2023.

## روابط خارجية
لوكاس بيمنتا على موقع قاعدة بيانات كرة القدم.إي يو (الإنجليزية)
- لوكاس بيمنتا على موقع Soccerway.com (الإنجليزية)
- لوكاس بيمنتا على موقع عالم كرة القدم.نت (الإنجليزية)